# 거북햄섬
거북햄섬은 대부도에 딸린 안산시의 섬으로, 거북섬이나 가운데햄섬으로도 불린다. 큰햄섬 북쪽에 있다.